# AFP World Academic Archive
AFP World Academic Archive（AFP ワールドアカデミックアーカイブ、略称: AFPWAA）は、株式会社クリエイティヴ・リンクとフランスのAFP通信（フランス通信社）によるウェブサイト。報道写真・ニュースアーカイブなどのコンテンツを、日本国内の教育機関向けに提供するデータベースサービスである。

## 概要
提供されるコンテンツは、ImageForum、VideoForum、AFP-Directの3つで、内訳は以下の通り。
ImageForum報道写真を中心に19世紀から現在までの画像、約1000万点を配信。毎日3,000〜5,000点が新規にアップされる。
VideoForum世界各国からのニュース映像約6万点を配信。使用言語は英語、フランス語、ドイツ語、スペイン語、ポルトガル語、ポーランド語、アラビア語。
AFP-Direct最新のニュース記事をリアルタイムで配信。
2015年7月に上記3つのコンテンツを統合し、新しいプラットフォーム”AFP Forum”としてのサービスを開始。

## ライセンス
サイト利用は有料。著作物の二次利用は許諾されているが、利用は学術・教育目的に限定される。

## 沿革
- 2008年  フランス通信社と学校法人文化学園が、AFP通信が世界の報道機関に配信している画像、動画、記事を教育機関に向けて提供する共同プロジェクトに合意。
- 2008年 文化学園内に、同サービスを企画・運営する文化学園アカデミックアーカイブセンターを設立。
- 2009年 サービス開始。
- 2014年4月（株）クリエイティヴ・リンクに企画・運営を移管。